# Fanny Peltier
Fanny Peltier (née le 25 mai 1997 à Montpellier) est une athlète française, spécialiste des épreuves de sprint. 

## Biographie
Cinquième du 200 mètres lors des Jeux olympiques de la jeunesse d'été de 2014, elle remporte la médaille d'argent du 4 × 100 m lors des championnats du monde juniors 2016. 
Début 2017, elle termine sixième du 4 × 200 m des Relais mondiaux à Nassau. Le 10 juin à Genève, elle porte son record personnel du 200 m à 23 s 24.

## Médias
De 2021 à 2022, elle participe aux deux premières saisons de la série-documentaire CHAMPION(S) sur France.TV qui suit son quotidien sur et en dehors de la piste.

## Palmarès
| Date | Compétition                       | Lieu      | Résultat | Épreuve   | Temps         |
| ---- | --------------------------------- | --------- | -------- | --------- | ------------- |
| 2016 | Championnats du monde juniors     | Bydgoszcz | 2e       | 4 × 100 m | 44 s 05       |
| 2017 | Relais mondiaux de l'IAAF         | Nassau    | 6e       | 4 × 200 m | 1 min 35 s 11 |
| 2017 | Championnats d'Europe par équipes | Lille     | 8e       | 200 m     | 23 s 50       |

## Records
| Épreuve         | Performance        | Lieu    | Date         |
| --------------- | ------------------ | ------- | ------------ |
| 200 m           | 23 s 24            | Genève  | 10 juin 2017 |
| 4 × 400 m       | 3 min 29 s 60      | Annecy  | 11 juin 2023 |
| 4 × 400 m mixte | 3 min 13 s 36 (NR) | Chorzów | 25 juin 2023 |